# Patreon
Патрео́н (англ. patreon, англ. вимова: [ˈpeɪtriɒn]) — американська інтернет-платформа, що надає творчим людям та іншим незалежним проєктам можливість фінансової підтримки за системою підписок.
Відповідно до величини коштів, підписники, або покровителі (англ. patrons), можуть отримувати доступ до творів або послуг, на вибір автора.
Платформа популярна серед творців каналів YouTube, письменників, музикантів, авторів вебкоміксів, подкастів тощо, які постійно розміщують свої твори в інтернеті. Це допомагає творцям отримувати фінансування напряму від підписників (покровителів) на постійній основі або за кожну окрему роботу.

## Історія
Патреон створений музикантом Джеком Конті, який шукав можливість заробітку зі своїх популярних відео на YouTube-і. Разом із Семом Ямом він розробив платформу, що дозволяє покровителям виплачувати певні кошти за кожну нову роботу творця.
У серпні 2013 отримала 2,1 млн $ від групи венчурних інвесторів і бізнес-ангелів. У червні 2014 компанія отримала ще 15 млн в раунді серії A завдяки Денні Римеру з Index Ventures. У січні 2016 року Джошуа Кушнер інвестував ще 30 млн, в результаті стартовий капітал патреону сягнув 47,1 млн $.
У перші 18 місяців компанія досягла 125 000 покровителів. Наприкінці 2014-го року сайт повідомив про те, що користувачі щомісяця сплачують творцям більше мільйона доларів.
У березні 2015 поглинув Subbable, аналогічний сервіс підписок, створений братами Джоном і Генком Ґрінами, що перенесло на Patreon проєкти Subbale (зокрема, CGP Grey, «Smarter Every Day», Дестіна Сандліна, а також проєкти самих братів Ґрін, канали CrashCourse і SciShow). Після об'єднання сайтів сервіс перейшов на платіжну систему Amazon Payments, яку використовував Subbable.
У жовтні 2015 сайт пережив велику кібератаку, що призвела до витоку й публікації майже 15 Гб паролів, платіжних даних і вихідних кодів. Серед даних було більше 2,3 млн електронних адрес і мільйони особистих повідомлень. Після атаки користувачі сайту почали отримувати електронні листи з вимогою перевести суму в біткойнах для збереження їхніх персональних даних.
Із липня 2016 приймає до оплати PayPal.
У січні 2017 творці сумарно отримували понад 100 млн $ щомісяця. У серпні 2018 оголошено про поглинання компанії Memberful.
У серпні 2022 року, під час повномасштабного вторгнення РФ до України, роботу сервісу в РФ було заблоковано місцевою владою. Причиною було вказано антивоєнну заяву редакції Doxa, опубліковану 25 лютого 2022 року.

## Устрій платформи

Логотип сайту, 2013-2017

Логотип сайту, 2017-2023

Користувачі патреону поділені на групи за змістом: відео та фільми, комікси, подкасти, комедія, рукоділля, музика, малювання, ігри, наука, танці та театр, письменництво, анімації, фотографії й освіта. Ці творці реєструють на сайті власну сторінку, на яку підписуються фанати.
Зазвичай власник сторінки вказує мету, для якої ведеться збирання коштів, а також, якщо бажає, встановлює межу власного доходу. Підписники ж мають можливість у будь-який час відкликати платіж. Творці можуть налаштувати сторінку так, що підписники платитимуть за кожну окрему роботу, але надають перевагу системі щомісячних внесків з особливим доступом до творів або закадрових записів. З кожного внеску патреон отримує комісію 5-12 %.
На лютий 2014 року майже половина творців патреону створювали відеоролики на ютюбі, а більшість із решти — це письменники, автори вебкоміксів, музиканти або подкастери. З грудня 2016 року правила патреонської спільноти дозволяють вміст із оголеним тілом (якщо він чітко позначений), але забороняють порнографічний зміст або сексуальне насильство.

## В Україні
З 2018 року платформа набуває популярності в Україні, нею користуються зазвичай незалежні україномовні ресурси, що не належать до медіахолдингів.. Платформа має українську мову (десь від 10 серпня) для інтерфейсу, але не для служби підтримки. Немає підтримки гривні.

## Конфлікти
У липні 2017 року консервативній журналістці та влогерці з ютубу Лорен Сазерн (англ. Lauren Southern) заблокували обліківку на патреоні через блокування неурядовими організаціями кораблів із біженцями в Середземномор'ї. У листі від патреону журналістці написали, що «збір коштів для участі в заходах, які можуть призвести до загибелі людей» заборонений. Філософ, письменник і ведучий подкастів Сем Гарріс, який також отримував внески від меценатів на патреоні, критикував такий підхід та оголосив, що через це він покине платформу. Незабаром після цього патреон видалив обліковий запис It's Going Down, ультралівого вебсайту з новинами, для доксингу.
У грудні 2017 року патреон оголосив плату за послуги, починаючи з 18 грудня 2017 року, де з внесків меценатів мали додатково сплачуватись послуги сервісу. Це спричинило критику багатьох творців, багато з них тоді констатували, що їхні підписники скасують підписку через подібні зобов'язання. Згідно з новою моделлю платежів, однодоларовий внесок коштував би покровителеві 1,38 $, а п'ятидоларова застава — 5,50 $, що відповідно збільшувало оплату на 38 % та 10 %. Через таку реакцію та втрату багатьох підписників представники патреону оголосили, що не будуть упроваджувати ці зміни, і вибачилися перед користувачами.
У грудні 2018 року патреон заблокував обліковий запис Майла Янопулоса через день після того, як він створив обліківку, також заблокували консервативного американського політичного коментатора Джеймса Алсупа. Того ж місяця заблокували обліківку Карла Бенджаміна за гомофобні та расистські висловлювання в інтерв'ю на YouTube в лютому 2018 року. Бенджамін стверджував, що патреон вирвав слова з контексту, і що «відповідне відео не має підпадати під правила патреону, оскільки воно було на ютубі».

## Російсько-українська війна (2022)
24 лютого 2022 року, в день російського вторгнення в Україну, «Патреон» видалив сторінку фонду допомоги українським військовим «Повернись живим». На сторінці на той час було зібрано понад 250 тисяч доларів, які повернулися спонсорам; за день до того вона вийшла на перше місце на «Патреоні» за сумою щомісячних платежів. Адміністрація платформи заявила, що не дозволяє «використовувати Patreon для фінансування озброєння або військової діяльності», додавши, що вона шокована вторгненням в Україну. 
Пізніше генеральний директор «Патреону» повідомив, що компанія продовжить працювати в Росії, не приєднуючись до численних фірм, що бойкотували країну. Проте в серпні 2022 року сайт «Патреона» був заблокований у Росії «Роскомнадзором» через розміщену там антивоєнну заяву одного з інтернет-журналів.
Незважаючи на обурення, Patreon продовжував розміщувати російські облікові записи, включно з тими, які спеціально уможливлювали та сприяли вторгненню Росії та запереченню геноциду, як-от проросійський військовий блогер WarGonzo (Семен Пєгов). Паралельно з цим сервіс видалив сторінку українського волонтера та блогера Сергія Стерненка, який допомагає Збройним силам України.
Блогер Сергій Стерненко засудив платформу Patreon в квітні 2023 року, як таку, що підтримає збір коштів російськими блогерами на продовження агресії проти України. В своєму ефірі він повідомив, що відмовився від Патреону на користь "Buy Me a Coffee", незважаючи на втрачені кошти внаслідок блокування акаунту.